# 超級機器人大戰Link Battler
《超級機器人大戰Link Battler》是萬普公司在1999年10月1日發售的Game Boy Color平台戰略角色扮演遊戲。

## 系統
遊戲的系統與超級機械人大戰系列不同，主要重視對戰的部分。玩家可自由搭配同系列作品的駕駛員乘坐不同機體並且選擇最多五個機體組成隊伍與其他選手的隊伍進行對戰，在10回合中每個回合需要玩家選擇6個行動指令來進行攻防。玩家可用通信線和其他玩家交換機體駕駛或是對戰，遊戲中有一部分機體和駕駛員需要透過64GB轉換器（64GBパック）與《超級機器人大戰64》連動才會出現。

## 參戰作品
★標誌為系列作初參戰作品、☆標誌為在攜帶機中的初參戰作品。
- 機動戰士GUNDAM（機動戦士ガンダム）
- ★機動戰士GUNDAM 第08MS小隊（機動戦士ガンダム 第08MS小隊）
- 機動戰士GUNDAM 0083 STARDUST MEMORY（機動戦士ガンダム0083 STARDUST MEMORY）
- 機動戰士Z GUNDAM（機動戦士Zガンダム）
- 機動戰士GUNDAM ZZ（機動戦士ガンダムZZ）
- 機動戰士GUNDAM 逆襲的夏亞（機動戦士ガンダム 逆襲のシャア）
- 機動戰士GUNDAM F91（機動戦士ガンダムF91）
- 機動武鬥傳G GUNDAM（機動武闘伝Gガンダム）
- ☆新機動戰記GUNDAM W（新機動戦記ガンダムW）
- 聖戰士丹拜因（聖戦士ダンバイン）
- ☆蒼之流星SPT雷茲納（蒼き流星SPTレイズナー）
- 無敵鐵金剛（マジンガーZ）
- 金剛大魔神（グレートマジンガー）
- 金剛戰神（UFOロボ グレンダイザー）
- 蓋特機器人（ゲッターロボ）
- 蓋特機器人G（ゲッターロボG）
- 真蓋特機器人（原作漫画版）（真・ゲッターロボ（原作漫画版））
- ★六神合體（六神合体ゴッドマーズ）
- ★機械巨神 地球靜止之日（ジャイアントロボ THE ANIMATION -地球が静止する日）
- 無敵鋼人泰坦3（無敵鋼人ダイターン3）
- ☆無敵超人桑波特3（無敵超人ザンボット3）
- ☆超電磁機器人 孔巴德拉V（超電磁ロボ コン・バトラーV）
- 超獸機神斷空我（超獣機神ダンクーガ）
- ☆戰國魔神豪將軍（戦国魔神ゴーショーグン）
- 萬普原創（バンプレストオリジナル）

## 評價
564號的給予24/40分。

## 攻略本
| 書名 | 出版社        | ISBN                |
| ---- | ------------- | ------------------- |
|      | Media Factory | ISBN 978-4889919516 |
|      | 軟銀          | ISBN 978-4797311655 |
|      | 雙葉社        | ISBN 978-4575161908 |
|      | 勁文社        | ISBN 978-4766933642 |
|      | MediaWorks    | ISBN 978-4840211802 |

## 外部連結
- 官方網站萬普（日語）